# (2591) Дворецкий
(2591) Дворецкий (лат. Dworetsky) — астероид главного пояса. Он был открыт 2 августа 1949 года немецким астрономом Карлом Рейнмутом в обсерватории Хайдельберг в Германии и назван в честь британского астронома Майкла Дворецкого. 

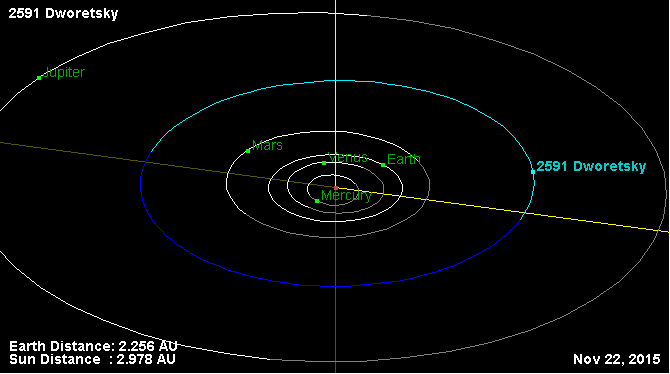
Орбита астероида Дворецкий и его положение в Солнечной системе